# Olha Jantschuk
Olha Jurijiwna Jantschuk (ukrainisch Ольга Юріївна Янчук, englisch transkribiert Olga Ianchuk; * 29. März 1995 in Kiew) ist eine ukrainische Tennisspielerin.

## Karriere
Jantschuk, die im Alter von sieben Jahren mit dem Tennissport begann, bevorzugt dabei laut ITF-Profil den Hartplatz. Sie spielt hauptsächlich Turniere auf der ITF Women’s World Tennis Tour, bei der sie bereits 11 Einzel- und vier Doppeltitel gewinnen konnte.
Ihr bislang letztes internationales Turnier spielte Jantschuk im September 2019. Sie wird daher nicht mehr in der Weltrangliste geführt.

## Turniersiege

### Einzel
| Nr. | Datum            | Turnier   | Kategorie   | Belag             | Finalgegnerin        | Ergebnis       |
| --- | ---------------- | --------- | ----------- | ----------------- | -------------------- | -------------- |
| 1.  | 6. November 2011 | Minsk     | ITF $10.000 | Teppich (Halle)   | Julija Waletowa      | 6:3, 4:6, 6:4  |
| 2.  | 21. Oktober 2012 | Antalya   | ITF $10.000 | Sand              | Demi Schuurs         | 6:2, 2:6, 6:3  |
| 3.  | 28. Oktober 2012 | Antalya   | ITF $10.000 | Sand              | Diana Buzean         | 3:6, 6:4, 6:4  |
| 4.  | 19. Mai 2013     | Antalya   | ITF $10.000 | Hartplatz         | Zuzana Zlochová      | 6:3, 6:3       |
| 5.  | 26. Mai 2013     | Antalya   | ITF $10.000 | Hartplatz         | Martina Kubičíková   | 6:3, 7:64      |
| 6.  | 15. Februar 2014 | Stockholm | ITF $10.000 | Hartplatz (Halle) | Kateřina Vaňková     | 6:0, 6:0       |
| 7.  | 15. März 2015    | Amiens    | ITF $10.000 | Sand (Halle)      | Alizé Lim            | 3:6, 6:4, 6:4  |
| 8.  | 22. März 2015    | Gonesse   | ITF $10.000 | Sand (Halle)      | Michaela Hončová     | 3:6, 7:5, 6:3  |
| 9.  | 26. März 2017    | Iraklio   | ITF $15.000 | Sand              | Miriam Kolodziejová  | 6:3, 6:2       |
| 10. | 15. Juli 2017    | Moskau    | ITF $25.000 | Sand              | Walentina Iwachnenko | 4:6, 6:0, 7:65 |
| 11. | 12. August 2018  | Warschau  | ITF $25.000 | Sand              | Victoria Bosio       | 6:3, 4:6, 6:3  |

### Doppel
| Nr. | Datum           | Turnier | Kategorie   | Belag           | Partnerin        | Finalgegnerinnen               | Ergebnis         |
| --- | --------------- | ------- | ----------- | --------------- | ---------------- | ------------------------------ | ---------------- |
| 1.  | 18. Mai 2013    | Antalya | ITF $10.000 | Hartplatz       | Darja Lebeschawa | Nozomi Fujioka Hirono Watanabe | 3:6, 7:5, [10:8] |
| 2.  | 1. Juni 2013    | Adana   | ITF $10.000 | Hartplatz       | Zuzana Zlochová  | Sultan Gonen Julija Stamatowa  | 6:2, 7:5         |
| 3.  | 25. Januar 2014 | Kaarst  | ITF $10.000 | Teppich (Halle) | Nastja Kolar     | Vivian Heisen Linda Prenkovic  | 7:5, 6:3         |
| 4.  | 16. Mai 2014    | Båstad  | ITF $10.000 | Sand            | Carolin Daniels  | Anna Smolina Liubov Vasilyeva  | 6:4, 6:3         |

## Sonstiges
Olha Jantschuk ist mit dem luxemburgischen Fußballnationalspieler Gerson Rodrigues, der aktuell bei Dynamo Kiew spielt, liiert. Die beiden wurden am 27. November 2020 erstmals Eltern eines gemeinsamen Sohnes.